# Chapelle de Languidou

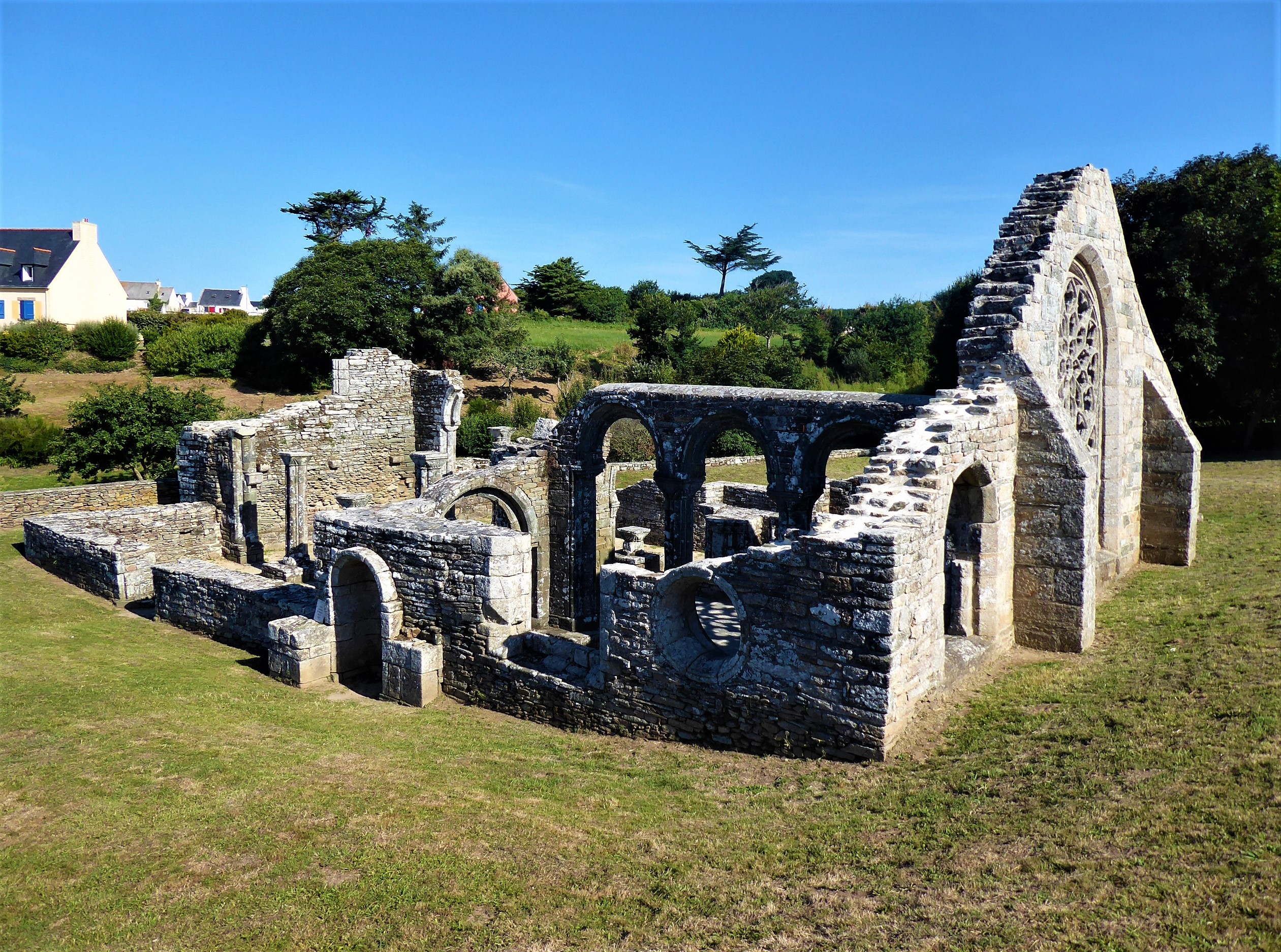
Die Kapellenruine

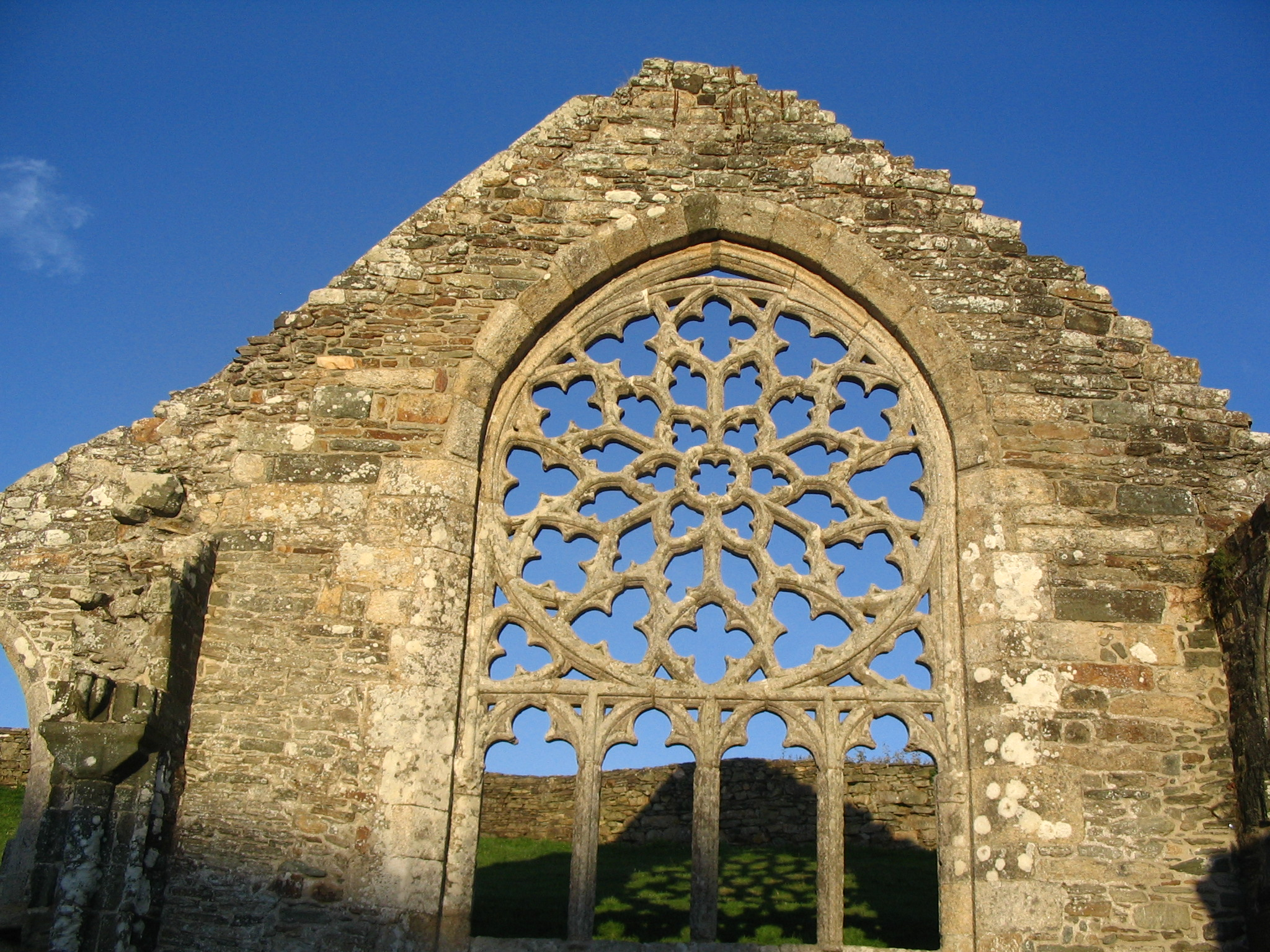
Die Fensterrose

Die Chapelle de Languidou ist die Ruine einer Kapelle in Plovan in der Bretagne. Die Ruine ist seit 1908 als Monument historique klassifiziert.

## Geschichte
Die Kapelle von Languidou ist dem heiligen Vitus (französisch Guy, bretonisch Quidou, Guidou oder Guideau) geweiht und wurde zwischen 1160 und 1260  von Handwerkern aus dem nahen Pont-Croix errichtet.  Sie wird daher der Bauschule von Pont-Croix zugerechnet.
Die etwa 22 Meter mal 13 Meter große Kapelle ist dreischiffig. Das Langhaus umfasst vier und der Chor zwei Joche. Der gerade Chorschluss erhielt im 16. Jahrhundert die beeindruckende Fensterrose im Stil der Flamboyantgotik. Offensichtlich wurde die Rose von demselben Meister ausgearbeitet, der das zweite Südportal der Stiftskirche in Pont-Croix fertiggestellt hat.
In Folge der Französischen Revolution wurde die Kapelle im Jahre 1795 verkauft und teilweise zerstört. Zahlreiche Steine wurden zum Bau einer Wachstube in Plovan verwendet. Erst spät erkannte man den baulichen Wert der Kapelle, sicherte die Ruine und stellte sie unter Denkmalschutz. Der „Verein der Freunde von Languidou“ hat sich die Erhaltung und Pflege dieser Ruine zur Aufgabe gemacht.
Ausstattungsstücke aus der Kapelle befinden sich heute in der Kirche St-Gorgon in Plovan.